# 收汁

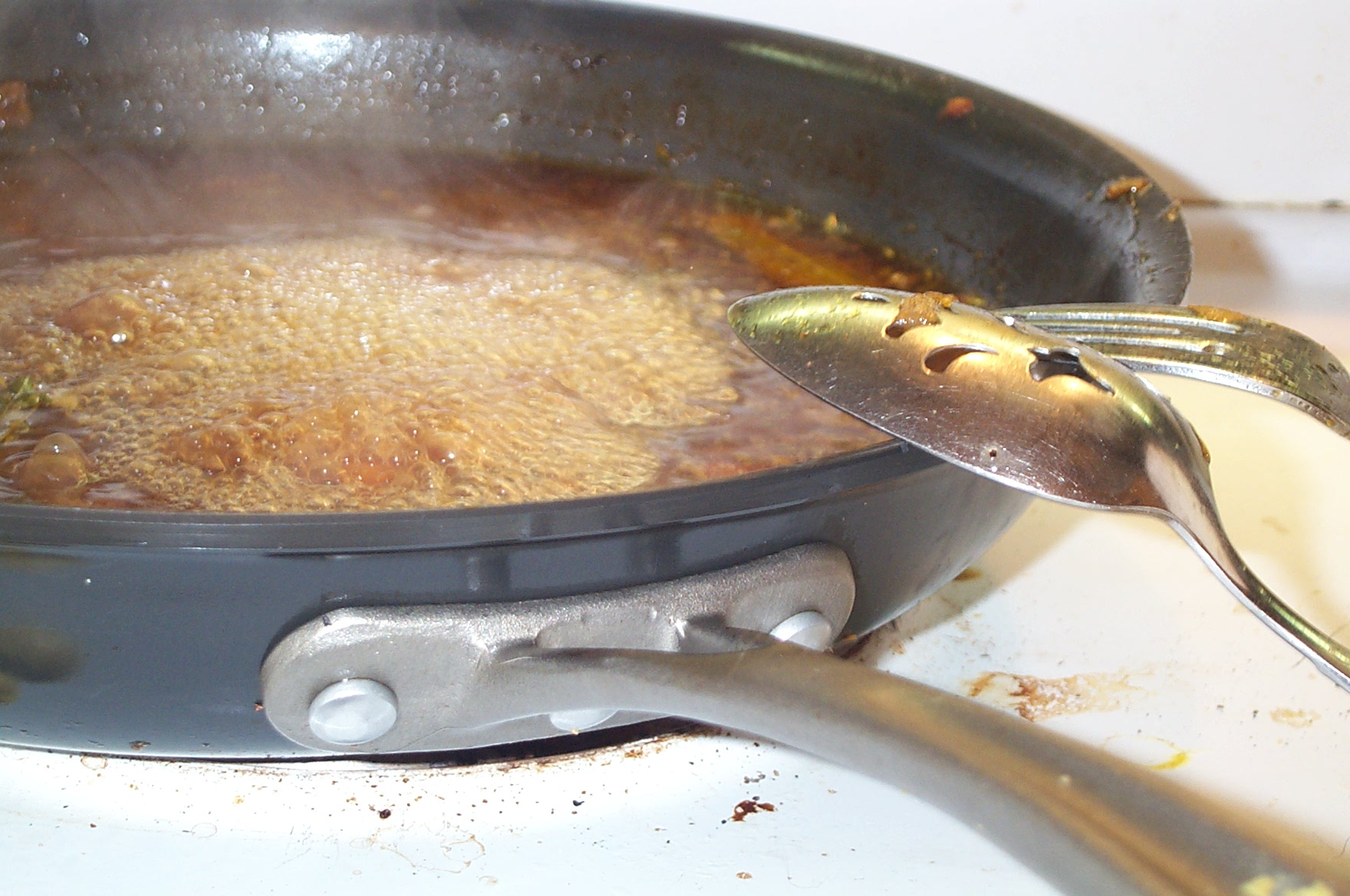
將鍋中醬汁熬煮至濃稠程度，即為收汁

收汁，是烹调的一个手法，指的是把汤汁熬浓、濃縮， 也是烹飪的最後一個程序。透過這個方法，就能將鍋底的湯汁加倍濃縮，最後把濃稠的醬汁淋在食材上、或是沾裹在食材表面，就能保留住整道菜的美味精華，提升口感和品質。

## 收汁的方法：

### 1.蒸發收汁
當鍋子在爐火上持續加熱，醬汁中的水份便會因高溫自然揮發成氣體，讓鍋底的湯汁收乾。這是最基本的收汁方式，各式菜系的料理都通用。這需要在食材已煮熟、起鍋的前提下，打開鍋蓋並轉大火，盡量把水份煮乾、讓醬汁濃縮，在食材燒焦之前就必須關火。

### 2.勾芡收汁
勾芡收汁就是我們熟悉的「勾芡」，將澱粉溶解在水中，待其糊化，就能夠增加湯汁濃稠度，也是中式料理最常採用的方式。一般形式的勾芡，多是使用太白粉或玉米粉，把澱粉與冷水在碗中攪拌均勻後，再把芡汁倒入鍋內，與鍋內的水份攪拌均勻即可。

### 3.糖收汁
糖收汁，是以增加糖來提高湯汁的濃度，使其越煮越濃稠，便能完成收汁。適用於口味帶甜的料理，例如糖醋排骨、紅燒肉等。 最佳的收汁時間，是在菜肴熟透、準備起鍋之前。收汁時，轉大火，並加入比調味時更多的糖，但用量要控制好，防止口味過甜；且隨時注意鍋內的狀況，避免加熱過度轉而發生焦糖化反應，讓料理顏色、味道都走樣。.勾芡收汁

### 4.自然收汁
自然收汁僅適用於富含膠原蛋白的食材，例如豬皮、牛筋或豬腳等肉類部位。結締組織主要由膠原蛋白構成，在加熱的過程中，會漸漸釋出黏稠的蛋白質，充分溶解到湯汁中，便能形成勾芡。跟蒸發收汁的做法類似，但不會在鍋內加入勾芡水，而是直接加熱、燜燒，讓膠質溶入醬汁中，黏稠到足以包裹住食材，達到類似勾芡的作用。